# Platsmolen
De Platsmolen (ook: Pletsmolen) is een voormalige molen aan de Platsmolenweg  in Nuth. De molen is niet meer in bedrijf en het maalwerk is verwijderd.  De gebouwen zijn deels behouden gebleven en hebben een andere functie gekregen.
Het was oorspronkelijk een door water aangedreven bovenslagmolen aan de Platsbeek. Nadat het beekwater niet meer voor de aandrijving gebruikt mocht worden werd deze korenmolen nog enkele jaren elektrisch aangedreven.
De Platsmolenweg waaraan de voormalige molen ligt, heette tot 1982 kortweg Molenweg. Bij de gemeentelijke herindeling in dat jaar en ter voorkoming van dubbele naamgeving binnen de nieuw gevormde gemeente 'groot' Nuth  (Hulsberg kende ook een molenweg en Schimmert een molenstraat) werd de molenweg in Nuth omgedoopt tot Platsmolenweg.

## Beschrijving
Als watermolen werd de molen  aangedreven door een houten bovenslagrad.  
Bij een inventarisatie  in 1854 bedroeg de diameter van het rad 3,30 meter en de breedte 0,70 meter. Later werd de diameter vergroot tot ca. 3,50 meter en de breedte tot 1,00 meter. Begin 1900 werd het houten rad vervangen door een ijzeren waterrad met een diameter van 4,90 meter en een breedte van 1,50 meter.
Het water van de Platsbeek liep niet rechtstreeks naar het waterrad maar werd in een, achter de molen gelegen,  stuw- of vergaar vijver gebufferd en vandaar via een maalsluis en goot naar het rad  gevoerd. Als het maalbedrijf buiten gebruik was en de vergaarvijver gevuld, dan kon het overtollige beekwater met een aftakking als overloop langs de molen gevoerd worden om benedenstrooms weer in de beek  te vloeien.
Na een geschil met de gemeente Nuth over de aanleg van een stamriool en de zorg voor de waterhuishouding van de beek werd het stuwrecht in 1965 door de toenmalige eigenaar verkocht en werd het molenbedrijf nog enkele jaren met een elektrische aandrijving voortgezet..

## Geschiedenis
In de 17e eeuw waren de Heren van Reijmersbeek in de Heerlijkheid Nuth eigenaar van de molen. De oudste tot nog toe gevonden vermelding van de molen dateert  uit  1697 waarin de verkoop door de gebroeders Slangen van gronden grenzend aan de Pletsmolen en de bijbehorende moestuin  wordt beschreven.
De laatste heer van Reijmersbeek Karel Theodoor, baron van Neijnatten verkocht de watermolen in 1809  aan Paul Lambert Lekens (oud-schepen te Maastricht) die het molenbedrijf verpacht. In 1876 werd de watermolen door de kleindochter van Lekens (gehuwd met jhr. Alphons Michiels van Kessenich) verkocht aan de molenaar Peter Jospeh Maas die al sinds 1861 pachter van de molen was. Peter Maas verkocht de molen op zijn beurt in 1885 aan de molenaar Krings die toen al eigenaar was van de ook in Nuth gelegen windmolen in Hunnecum.
In 1926 werden de water- en de windmolen  bij opbod verkocht en kwam de watermolen in handen van de familie Grooten, die het bedrijf voortzette tot eind jaren '60, waarna het molenbedrijf  buiten werking werd gesteld.

## De naam: Pletsmolen of Platsmolen

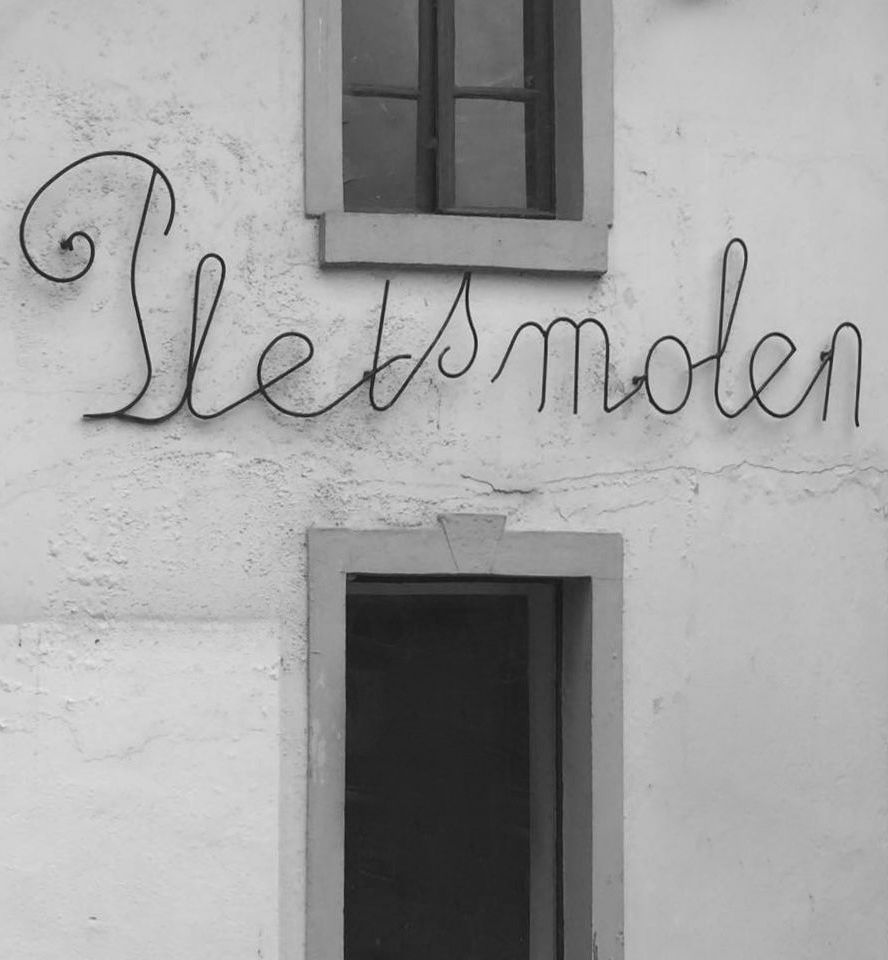
Gevelopschrift Watermolen Nuth

Op de gevel van het nog bestaande molengebouw prijkt  de naam "Pletsmolen". De molen is vooral bekend onder de naam Pletsmolen of in het Limburgs "Pletsjmeule". Ook in oudere documenten wordt steeds aan de Pletsmolen gerefereerd. De naam Platsmolen is waarschijnlijk het gevolg van een twijfelachtige  vertaling naar het Nederlands van het Limburgse woord "Pletsj".
De  inmiddels omgelegde en tegenwoordig aan de vroegere molen voorbij stromende  Platsbeek onderging eerder al  eenzelfde naamsverandering  en werd in het verleden Pletsbeek genoemd en  in het Limburgs "Pletsjbaek".
Pletsmolen is overigens een vaker voorkomende benaming voor een met waterrad aangedreven molen zoals ook de Pletsmolen in Meerssen die op de Watervalderbeek lag.